# Pierre Sainte-Christine
La Pierre Sainte-Christine, appelée aussi La Grand'Borne ou Pierre de Beaucaveau, est un menhir situé sur la commune de Genay, dans le département français de la Côte-d'Or en région Bourgogne-Franche-Comté. 

## Historique
En 1865, Armand Bruzard, membre de la Société des sciences historiques et naturelles de Semur fouille la base du menhir qui est alors renversé. En 1867, le menhir est redressé par la dite société. La pierre fait l'objet d'un classement au titre des monuments historiques par arrêté du 21 mai 1910.

## Description
Le menhir est constitué d'un bloc de granite rose à gros grains et cristaux de feldspath, l'affleurement de ce type de roche le plus proche se situe à environ 3 km au sud-ouest dans la forêt de Saint-Loup. Il mesure 3,25 m de hauteur au-dessus du sol, 1,10 m de largeur à la base et 0,65 m d'épaisseur en moyenne. Lors de son relevage, la pierre a très peu été enterrée, la base étant maintenue par une assise de maçonnerie. Le sommet de la pierre a été arrondi et ses arrêtes régularisées. La face orientale est de forme phallique. La face occidentale comporte deux motifs gravés : près de la base une gravure réalisée par piquetage, très érodée, pouvant correspondre à un signe anthropomorphe, et à environ 2 m de hauteur, une représentation de hache à talon visible uniquement par lumière rasante. Le motif de la hache est typique de l'art mégalithique de l'ouest de la France et permet de dater le menhir de la seconde moitié du Néolithique moyen régional.
Lors de ses fouilles, Bruzard recueillit des charbons de bois, des restes osseux calcinés, un fragment de fibule en bronze et des tessons d'une céramique grossière mais bien cuite à gros dégraissant. Ce mobilier archéologique, désormais perdu, fut attribué à l'époque gallo-romaine mais il pourrait dater de l'Âge du bronze où les abords du menhir aurait alors été utilisé comme site funéraire.

## Folklore
Le menhir se dresse à la limite des communes de Genay et Villaines-les-Prévôtes. Selon la légende, les habitants des deux communes se disputaient les meilleures terres situées au bord de l'Armançon, se jetaient réciproquement des sorts et entretenaient toutes sortes de relations très conflictuelles. Une jeune fille de Genay tombée amoureuse d'un jeune homme de Villaines-les-Prévôtes se vit menacée de mort par sa propre famille si elle l'épousait. Elle alla implorer Sainte-Christine dans la chapelle éponyme située au pied de la montagne de Viserny. Elle fit don à sa statue de son plus beau tablier. Lors de la nuit suivante, la jeune fille vit dans un rêve Sainte-Christine qui transportait la pierre dans son tablier et cru entendre celle-ci dire que là « où le cordon du tablier cassera, la Grand'Borne restera ».